# (36340) 2000 NT13
2000 NT13 (asteroide 36340) é um asteroide da cintura principal. Possui uma excentricidade de 0.20347080 e uma inclinação de 1.55188º.
Este asteroide foi descoberto no dia 5 de julho de 2000 por LONEOS em Anderson Mesa.